# Z-Corps
Z-Corps es un juego de rol francés de terror, un survival horror de temática zombi, publicado por la editorial 7ème Cercle.
En España, ha sido publicado por la editorial Holocubierta Ediciones. Hasta el momento, en España se han publicado los siguientes manuales:
1. Z-Corps - Libro básico. Incluye las reglas para jugar, los acontecimientos de las 6 primeras semanas de infección y varias aventuras.
2. Pantalla de juego: Que incluye la pantalla y una aventura titulada "Apocalipsis Clínico" que continúa a la aventura del libro básico "¡Abierto toda la noche!".
3. Cuaderno del superviviente, libro muy corto de ayuda a los jugadores.
4. Manual del controlador, libro muy corto de ayuda a los controladores.
5. 8 Semanas Más Tarde: que detalla lo sucedido entre las semanas 7 y 8 de infección.
6. Undead on Arrival: que cuenta los acontecimientos de la semana 9 de infección.
7. Dead in Denver: cuenta los acontecimientos de la semana 10 de infección.
8. Dead in Savannah: presenta nuevos personajes y parte de la historia de la infección.

El libro de juego, impreso en bicromía (rojo y negro) y publicado en tapa dura, tiene 256 páginas. Está dividido en tres grandes partes, tituladas Sobrevivir, Descontaminar, y  Área Restringida.

## Ambientación

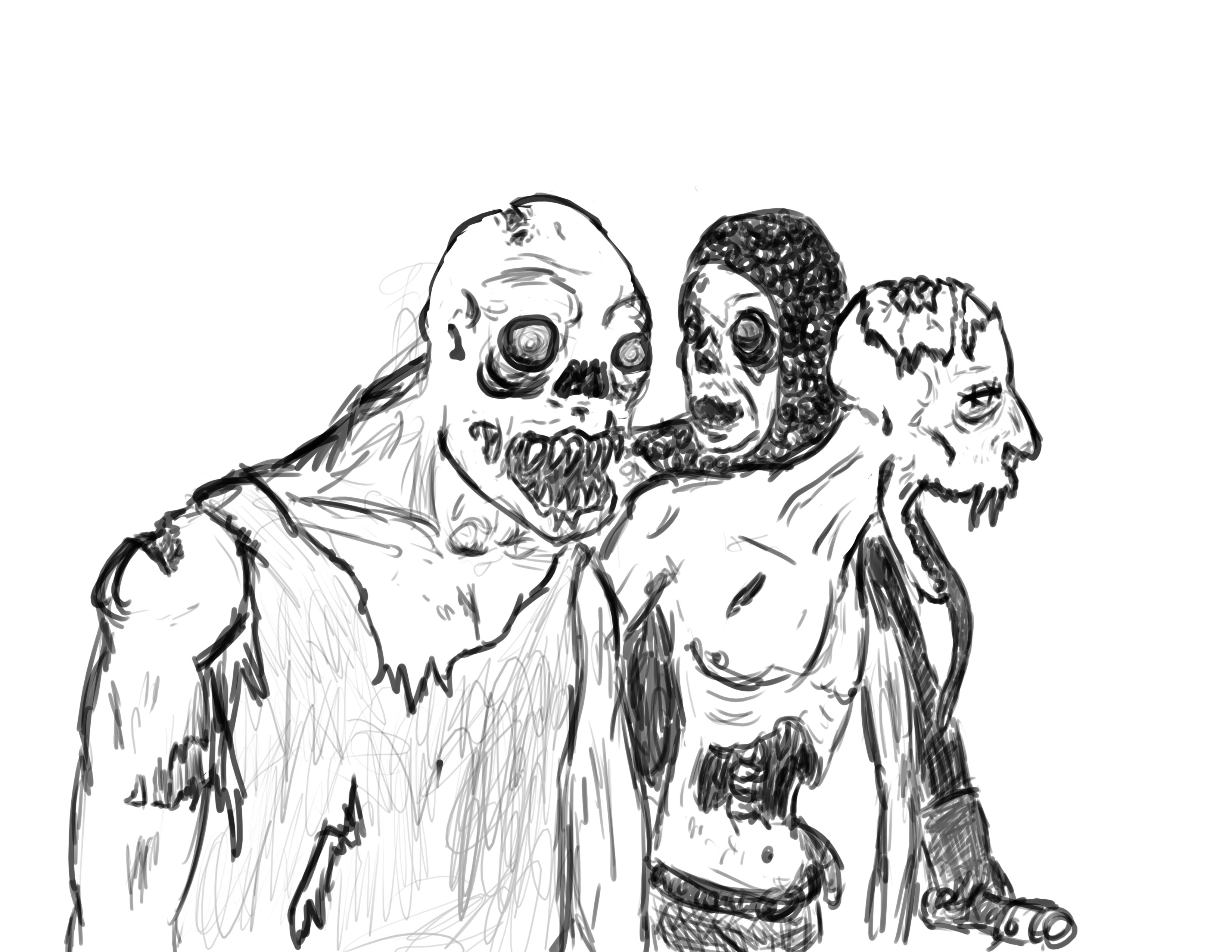
Los zombis son el principal enemigo de los jugadores en Z-Corps.

El juego se desarrolla en un escenario contemporáneo, principalmente en Estados Unidos, con pequeñas menciones a México, durante las primeras semanas de infección que desatan el apocalipsis zombi. Posteriormente en el libro Undead on Arrival hay menciones a algunos países europeos, como España, que envían soldados a la zona del conflicto pero no tienen una importancia real en la trama.
Los jugadores tiene la opción de ser supervivientes de la epidemia (no infectados), que han de avanzar en medio del caos   evitando a las hordas de muertos vivientes, o bien miembros del equipo de Z-Corps, una unidad militar entrenada para hacer frente a los hostiles (los zombis) y limpiar y desinfectar convenientemente los focos de propagación.

## Sistema de juego
El sistema de juego de Z-Corps se basa en el sistema D6, que se juega con dados de 6 caras.